# Salvatore Sirigu
Salvatore Sirigu (* 12. Januar 1987 in Nuoro) ist ein italienischer Fußballtorwart, welcher beim FC Palermo unter Vertrag steht. Der ehemalige Nationalspieler gewann im Jahr 2021 die Europameisterschaft mit Italien.

## Karriere

### Verein
Salvatore Sirigu begann seine Profikarriere im Jahr 2006 bei der US Palermo. Dort konnte er sich vorerst nicht durchsetzen und wurde für die Spielzeit 2007/08 zum Drittligisten US Cremonese verliehen. Er konnte sich beim Verein einem Stammplatz erkämpfen und platzierte sich zum Saisonende mit dem Team auf dem zweiten Rang des Girone A in der Serie C1. In den Play-off-Spielen um den Aufstieg in die zweithöchste Spielklasse traf die Mannschaft in den Halbfinals auf die US Foggia, gegen die sie sich in zwei Partien knapp durchsetzen konnten. Die Finalspiele gegen die AS Cittadella wurden nach einem 1:0-Sieg im Hinspiel noch verloren, im Rückspiel erhielt Sirigu drei Gegentreffer und unterlag mit der Mannschaft mit 1:3.
Nachdem der Aufstieg in die Serie B verfehlt wurde, kehrte der Torhüter nach Palermo zurück und wechselte kurz darauf erneut auf Leihbasis den Verein. Diesmal wurde er für die Saison 2008/09 an den Zweitligisten AC Ancona verliehen. Er debütierte am 30. August 2008 beim 2:2-Unentschieden im Auswärtsspiel bei der FBC Treviso für Ancona. Insgesamt absolvierte er 15 Ligaspiele und erhielt 24 Gegentreffer. Als 19. der Serie B traf der Verein in zwei Relegationsspielen um den Klassenerhalt auf Rimini Calcio. Nach einem 1:1-Unentschieden im Hinspiel gewann Ancona das Rückspiel in Rimini mit 1:0 und sicherte sich somit den Ligaerhalt. In den beiden Partien wurde Sirigu jedoch nicht eingesetzt, der brasilianische Schlussmann Angelo da Costa übernahm seine Aufgaben im Tor der Biancorossi.
Zur Spielzeit 2009/10 kehrte der Torwart endgültig zu seinem Stammverein nach Palermo zurück. Innerhalb kurzer Zeit erspielte er sich einen Stammplatz im Tor der Sizilianer und setzte sich gegen seine älteren Konkurrenten Francesco Benussi und Giacomo Brichetto durch.
Im Sommer 2011 wechselte er zum französischen Erstligisten Paris Saint-Germain. Am 16. März 2014 absolvierte Sirigu sein 100. Ligaspiel für Paris Saint-Germain.
Im August 2016 wurde er an den spanischen Erstligisten FC Sevilla verliehen. Nach nur einem halben Jahr wurde die Leihe beendet und es folgte eine weitere Leihe zu Sevillas Ligakonkurrenten CA Osasuna.
Im Sommer 2017 wechselte Sirigu zum FC Turin, für den er vier Jahre lang im Tor stand. Im Sommer 2021 wurde der Vertrag zwischen dem Nationaltorhüter und dem FC Turin aufgelöst. Sirigu unterschrieb kurz darauf einen Vertrag beim CFC Genua.
Nachdem Sirigu mit Genoa am Ende der Saison 2021/22 in die Serie B abgestiegen war, wechselte er im Sommer 2022 ablösefrei zur SSC Neapel, wo er kein Spiel absolvierte. Im Winter 2023 wechselte er zur AC Florenz.
Mitte September 2023 wechselte er nach Frankreich zur OGC Nizza. Nach vier Monaten ohne Spieleinsatz schloss sich der Spieler ablösefrei dem Fatih Karagümrük SK an.
Am 24. August 2024 kehrte Sirigu zum FC Palermo in die Serie B zurück, wo er einen Einjahresvertrag unterschrieb.

### Nationalmannschaft
Sirigu spielte in diversen italienischen Junioren-Auswahlen und wurde auch für die U-21-Fußball-Europameisterschaft 2009 in den Kader der italienischen U-21-Auswahl berufen. Im Turnier wurde er nicht eingesetzt, da ihm Andrea Consigli vorgezogen wurde. Nachdem er während der Saison 2009/10 Stammspieler bei Palermo geworden war, wurde er für das freundschaftliche Länderspiel am 3. März 2010 gegen Kamerun erstmals für die Squadra Azzurra aufgeboten. Bei der Partie blieb er auf der Bank, Federico Marchetti hütete das Tor über die volle Spieldauer. Am 10. August 2010 debütierte Sirigu in der italienischen A-Nationalmannschaft im freundschaftlichen Länderspiel gegen die Elfenbeinküste.
Er nahm mit der italienischen Nationalmannschaft an der WM in Brasilien teil und stand im ersten Gruppenspiel gegen England für Stammtorhüter Gianluigi Buffon im Tor; Italien gewann das Spiel mit 2:1. In den beiden verbleibenden Gruppenspielen stand Buffon im Tor; Italien schied nach zwei Niederlagen frühzeitig aus dem Turnier aus.
Bei der Fußball-Europameisterschaft 2016 in Frankreich wurde er als Ersatztorhüter in das italienische Aufgebot aufgenommen. Im dritten Vorrundenspiel gegen Irland, als Italien bereits als Gruppensieger feststand, vertrat er Buffon über 90 Minuten. Es blieb sein einziger Einsatz. Italien setzte sich im Achtelfinale zunächst gegen Spanien durch, schied im Viertelfinale allerdings gegen Deutschland aus.
Nach seinem Wechsel zu Sevilla, wo er nur Ersatztorhüter war, hatte er seinen Platz im Kader der Nationalmannschaft zunächst verloren, bis er für das Freundschaftsspiel Italiens gegen Saudi-Arabien erstmals wieder nominiert wurde.
Bei der siegreichen Europameisterschaft 2021 stand er im italienischen Kader und kam im dritten Gruppenspiel beim 1:0-Sieg über Wales in der 89. Spielminute für Gianluigi Donnarumma zu einem Kurzeinsatz. Sein darauffolgendes und zugleich letztes Länderspiel für Italien bestritt Sirigu am 8. September 2021 gegen Litauen. Seit seiner letzten Nominierung im Mai 2022 wurde er nicht mehr berücksichtigt.

## Erfolge

### Titel
- Französischer Meister: 2012/13, 2013/14, 2014/15, 2015/16
- Französischer Pokalsieger: 2014/15, 2015/16
- Französischer Ligapokalsieger: 2014, 2015, 2016
- Französischer Superpokalsieger: 2013, 2014, 2015, 2016
- Europameister: 2021

### Auszeichnungen
- Torhüter des Jahres der Ligue 1: 2012/13, 2013/14
- Spieler des Monats der Ligue 1: Dezember 2011, Januar 2013
- Verdienstorden der Italienischen Republik (Cavaliere) – für den Gewinn der Europameisterschaft 2021[14]